# Tetiana Kotcherhina
Tetiana Ivanivna Kotcherhina (en ukrainien : Тетя́на Іва́нівна Кочергіна́, en russe : Татьяна Ивановна Кочергина et alors transcrit Tatiana Kotchergina), née Tetiana Makarets le 26 mars 1956 à Ovidiopol (RSS d'Ukraine), est une handballeuse soviétique puis ukrainienne
Avec l'équipe nationale d'URSS, elle est sacrée championne olympique en 1976 et en 1980. En clubs, elle a notamment évolué pendant 11 ans au Spartak Kiev, le meilleur club européen de l'époque.
Née Tetiana Makarets, elle épouse après les Jeux olympiques 1976 le handballeur Serhij Kotcherhine (de) et se fait alors appeler Tetiana Kotcherhina. En 1981, elle est contrainte de mettre un terme à sa carrière à cause de blessures et elle donne naissance à une fille en 1984.
En 2010, elle est nommée vice-présidente de la Fédération ukrainienne de handball.

## Palmarès

### En équipe nationale
Jeux olympiques
- Médaille d'or aux Jeux olympiques 1976 à Montréal
- Médaille d'or aux Jeux olympiques 1980 à Moscou

Championnats du monde
- Médaille d'argent au Championnat du monde 1978
- Médaille d'argent au Championnat du monde 1975
- Médaille de bronze au Championnat du monde 1973

### En club
Compétitions internationales
- Coupe des clubs champions (C1)
  - Vainqueur  (5[4]) : 1973[5], 1975[6], 1977[7], 1979[8], 1981[9]
  - Finaliste : 1974[10]

Compétitions nationales
- Championnat d'URSS
  - Vainqueur (10) : consécutifs de 1972[1] à 1981

### Distinctions individuelles
- Meilleure marqueuse du Championnat du monde 1975
- élue meilleure arrière gauche du Championnat du monde 1978